# Киргизстан
Киргизстан, официално Киргизка република (на киргизки: Кыргыз Республикасы, на руски: Кыргызская Республика), наричана също Киргизия, е държава в Средна Азия, заемаща западните и централни части на планинския масив Тяншан и на Памиро-Алай. Името на страната означава „Земя на четиридесетте племена“. Граничи на север с Казахстан, на запад – с Узбекистан, на югозапад – с Таджикистан, на югоизток и изток – с Китайската народна република. Столица и най-голям град е Бишкек.
В исторически план киргизите са разпокъсан тюркски народ, състоящ се от различни племена. След VI век те изграждат свое ханство, а през XII – XIII век на територията на днешен Киргизстан съществува държавата Кара Китай, която е унищожена от монголците през 1218 г. Векове наред киргизите се възползват от минаващия през територията им Път на коприната, но продължават да водят номадски начин на живот. Монголските нашествия над земите им продължават до XVII век; през XVIII и XIX век влияние оказват Китайската империя и Кокандското ханство, а Руската империя окончателно присъединява киргизките земи през 1876 г. През 1936 г. е образувана Киргизката ССР в състава на Съветския съюз, която става независима страна след разпада на СССР през 1991 г.
След 2000 г. страната претърпява две революции, свалили авторитарни ръководители от власт. Днес Киргизстан е парламентарна република и е член на ОНД, Тюркския съвет и Шанхайската организация за сътрудничество.

## География
Киргизстан е централноазиатска страна, чиято територия възлиза на 198 500 km² – втората най-малка след Таджикистан (143 100 km²). Разстоянието от най-източните до най-западните ѝ части е приблизително 900 km, а от най-северните до най-южните – около 410 km. Страната е заобиколена от Китай на изток, Казахстан на север, Узбекистан на запад и Таджикистан на юг. Общата дължина на държавните граници е 3051 km, от които 1224 km е тази с Казахстан, 1099 km с Узбекистан, 870 km с Таджикистан и 858 km с Китай. Киргизия има узбекски анклави – Сох, Шахимардан, Чон Гара и Джангайл, и таджикски – Ворух и Западна Калача.

### Топография
Киргизстан е една от най-високопланинските страни в света. Средната ѝ надморска височина е 2750 m, варираща от около 132 m при Карадаря и 400 m по Ферганската долина, до 7439 m при Дженгиш Чокусу (Победа), най-високият връх в страната. Близо 90% от територията на Киргизстан се намира на 1500 m над морското равнище. Планинската верига Тяншан доминира пейзажа в страна. От геологическа гледна точка, планините в региона са млади, което предопределя стръмни склонове и дълбоки долини.
На територията на Киргизстан съществуват 6500 ледника, които съдържат в себе си приблизително 650 милиарда m³ вода. Около високите върхове се събират значителни количества влага и множество потоци и малки реки текат през страната. Над 7000 km² от площта на Киргизстан се състои от езера, най-големите от които са Исък Кул, Сонгкул и Чатър Кул. От всички над 2000 езера в страната, повечето се намират на надморска височина между 3000 и 4000 m. Само 6,5% от територията е годна за селскостопанска обработка, включително 0,3% постоянни насаждения. Около 4% са заети от гори, които са изцяло държавна собственост и не са предвидени за дърводобив.

### Климат
Климатът е континентален и се обуславя от три основни фактора – планинския терен, отдалечеността на страната от големи водни площи и разположението ѝ почти в центъра на Евразия. Температурните амплитуди варират силно – средно −30 °C в планинските долини през зимата до средно 27 °C през лятото във Ферганската долина. Най-високата измерена температура е 44 °C, а най-ниската е -53,6 °C.
Валежните количества също отбелязват големи разлики по места. По високите склонове те достигат до 2000 mm годишно, а на западния бряг на Исък Кул те са по-малко от 100 mm на година. Страната е предимно слънчева и получава средно 2900 часа слънцегреене на година, макар и в някои долини облачната покривка да е почти постоянна и да няма повече от четири часа ясно време на ден.

### Околна среда
Киргизстан не е била предвидена като промишлена зона и успява да избегне екологичните катастрофи, случили се в съседните бивши съветски републики. Въпреки това хабенето на водните ресурси, изтощаването на почвите и вредни практики в селското стопанство увреждат околната среда. Добивът на злато и уран в източните части на страната освобождават отровни химикали в почвите и водите, а автомобилният трафик в по-големите градове допринася за замърсяването на въздуха. Необичайно честите свлачища, лавини и наводнения през 2004 г. са приписани на топенето на глетчерите, породено от промените в световния климат. Въпреки това замърсяването от промишлени източници е локализирано.

### Флора и фауна
Благодарение на високата надморска височина, на която се намира Киргизия, флората в страната е много богата и интересна. Тук са открити над 4000 вида растения. Горите при надморска височина 2000 – 2500 m са известни с могъщите и красиви тяншански смърчове. Планинските масиви на височина над 2500 m са богати на различни видове треви и цветя. Тук се срещат и редките еделвайси, а в горите, степите и ливадите се срещат различни видове гъби.
Животинският свят е представен от около 500 вида гръбначни животни (от тях 335 вида птици и 49 вида риби) и 3000 вида насекоми. В елховите гори на Тян Шан се срещат стада архари и марали и хищните кафяви мечки. Планинските долини са обитавани от лисици, вълци, лалугери, дребни бозайници като тушканчици и пики, а планинските потоци са богати на пъстърва.
Сред неофициалните символи на страната са два изключително редки както за света, така и за страната растение и животно. Снежният барс е високопланинска котка, която в миналото е обитавала голяма част от страната, но днес популацията на вида е ограничена. В южната част на страната се среща рядката Ведрица на Едуард (на латински: Fritillaria eduardii), която е любимо за киргизите цвете и наричано от тях айгул.
За първи път застрашените видове, обитаващи Киргизстан, са вписани в Червената книга на СССР, излязла от печат през 1978 г. През следващите години списъкът става по-голям, а сведенията за застрашените видове – повече. Така през 1985 г. е издадена Червената книга на Киргизката ССР. Първата Червена книга на Киргизстан е публикувана едва през 2006 г. и днес списъкът със застрашени видове включва шест вида гъби, 89 висши растения, 18 членестоноги, седем вида риби, 2 вида земноводни, 8 вида влечуги, 53 вида птици, 26 вида бозайници.
В Киргизстан са обособени 83 особено охранявани природни територии с различен статут. Площта, която заемат, е около 761,3 хил. хектара и представляват около 4,45% от територията на страната. Охраняваните територии включват осем държавни резервата, девет национални парка и 67 природни парка (10 горски, 23 ботанически, 18 геологически, 2 комплексни и 14 дивечовъдни). Два от биосферните резервати се намират под закрилата на ЮНЕСКО, като Исъккулския биосферен резерват е най-старият и най-големият.

## История
Най-ранните следи от човешко присъствие на територията на страната датират до 200 – 300 хил. г. пр.н.е.
Известен древен народ, обитавал днешните киргизки земи са скитите (от около 1000 г. пр.н.е.)
Най-ранното споменаване на киргизи е в китайски хроники от 2000 г. пр.н.е. Те първоначално обитават северозападната част на днешна Монголия и водят номадски начин на живот.
Към III век пр.н.е. енисейските киргизи са сред народите, влезли в състава на народа хунну, чиито военни отряди системно организират нападения над Северен Китай, които стават причина за изграждането Великата китайска стена.
Между VI и XIII век киргизите изграждат свое ханство, което достига зенита на развитието си след като покорява Уйгурския хаганат през 840 г.
Към XII век повечето от тях вече са се разпръснали из цяла Централна Азия и са приели исляма. Местоположението на Пътя на коприната оказва положително въздействие върху развитието на региона около Исък Кул.
Ханството отслабва значително през XIII век, а най-силният удар срещу него идва от страна на държавата Кара Китай. Монголското нашествие в Централна Азия опустошава целия регион и коства на киргизите тяхната независимост и писменост. Синът на Чингис хан – Джучи, подчинява киргизите от региона на река Енисей, останалите падат под контрола на Златната орда и Джумгарския хаганат за следващите 200 години. С монголско племе, също приело исляма, киргизите се изтеглят в планините, където протича процес на смесване.
Киргизките племена успяват да се освободят през 1510 г., но не след дълго са отново покорени, първо – от калмиките, а после – от монголците ойрати.
През XVIII век племената започват да се обръщат към големите регионални сили в търсене на сигурност. Киргизки дипломати са изпратени до империята на династия Цин през 1758 г., и до руския император през 1785 г. В рамките на този век киргизите се борят с нарастващата мощ на Кокандското ханство и претърпяват редица загуби между 1845 и 1873 г., което ги принуждава да търсят защита от Руската империя.
През 1876 г. руските войски побеждават Кокандското ханство и установяват контрол над Северен Киргизстан. В рамките на следващите пет години цялата територия на днешната държава е завладяна от Руската империя, която я включва в Туркестанското генерал-губернаторство. Киргизите постепенно започват да се интегрират в руския стопански и политически живот, макар и по-голямата част от населението да продължава да следва традиционния си начин на живот. Под ръководството на руски специалисти започва мащабното изграждане на домове, училища, мини и пътна инфраструктура. През 1911 г. е издаден първият учебник на киргизки език. До 1915 г. обаче репресивните политики на империята по отношение на данъци, разпределение на земята и принудителния труд предизвикват сериозно недоволство сред местните жители. През лятото на 1916 г. в региона избухва въстание. В хода на потушаването му от руските имперски власти са убити 2000 славянски заселници (украинци и руснаци) и още повече местни жители, а 1⁄3 от киргизкото население се преселва в Китай.
Болшевишката революция през 1917 г. и последвалото основаване на Съюз на съветските социалистически републики довеждат до формиране на Кара-киргизка автономна област. По това време Казахстан също е наричан „Киргизия“ и е съществувал под името Киргизка АССР, всъщност несвързана с Киргизстан. На следващата година се преименува на Киргизка автономна област. През 1926 г. е Киргизката автономна област е реформирана в Киргизка автономна република, а през 1936 г. – в пълноправна Киргизка съветска социалистическа република. В съветския период тази република има незначителна роля на производител на селскостопански продукти, редки метали и минерали и военни изделия. До 1960-те години политическият живот в нея е доминиран от руснаци; след това киргизки политици започват постепенно да ги изместват от водещите позиции. Реформите към гласност на Михаил Горбачов след 1985 г. увеличават етническото напрежение в страната. През 1989 г. узбекското малцинство в Ошка област настоява съветското правителство да присъедини областта към Узбекистан.
До средата на 1990 г. обстановката е изострена значително, а кулминацията на напрежението настъпва с безредиците в град Ош, при които по официални данни загиват 300 души, а по неофициални – в пъти повече. В същото време в страната се провеждат неуспешни президентски избори – нито един от кандидатите не успява да спечели достатъчно гласове. Така Върховният съвет взема решение да постави на президентския пост Аскар Акаев, физик от Киргизката академия на науките. На 30 август 1991 г. Акаев обявява Киргизстан за независима република. През октомври същата година се провеждат нови президентски избори, на които Акаев няма опоненти и печели с 95% от гласовете. Той е наясно с изключително неблагоприятните икономически условия и етническото напрежение, заради което насочва усилията на управлението си към подсилване на законовата рамка в страната. Въпреки това положението се влошава заради емигрирането на етническите руски специалисти към Русия, конфликтът в съседен Таджикистан и увеличаващата се корупция. В следващите години той укрепва управлението си с авторитарни методи. Малко преди президентските избори през 2000 г. най-силният му противник за поста, Феликс Кулов, е вкаран в затвора. Първите парламентарни избори се провеждат през 2005 г. и са определени от международните наблюдатели като несправедливи. В отговор на тези събития възниква т.нар. „Революция на лалетата“, която довежда до падането на Акаев от власт и издигането на опозиционера Курманбек Бакиев и съпартиеца му Феликс Кулов съответно до президент и министър-председател. Под управлението на Бакиев обаче няма промяна нито в политическия модел, нито в икономиката. Само пет години по-късно, през 2010 г., избухва втора революция, която отстранява Бакиев от власт и довежда до първите свободни избори в страната и региона. Въпреки това политическата нестабилност остава, и в рамките на следващите две години се сменят общо четири правителства.

## Форма на държавно управление
Киргизстан е парламентарна република. До 2010 г. функционира силно изразен президенциализъм, по подобие на останалите страни в Централна Азия. Революцията през 2010 г. силно ограничава президентските правомощия и увеличава тези на парламента. Президентът има право само на един шестгодишен мандат и не може да бъде преизбиран, но може да налага вето и да назначава началници на държавни институции. На партиите също са наложени ограничения – една партия не може да заема повече от 65 места в 120-местния парламент, и не може да бъде основана на етническа или религиозна основа. Членове на полицията, въоръжените сили и правосъдието нямат право да са партийни членове.
Парламентът е еднокамарен и се нарича Жогорку Кенгеш („Върховен съвет“). Той играе ролята на законодателна власт и се състои от 120 депутати, избирани от партийни листи. Последните парламентарни избори в страната се провеждат през 2010 година. Тогава в Жогорку Кенгеш влизат пет партии – Ата-журт („Отечество“), Социалдемократическа партия, Ар-намис („Достойнство“), Республика и Социалистическа партия Ата-мекен. Изпълнителната власт е в ръцете на министерствата, и отчасти в президента.
Съдебната власт, поне на теория, е независима. Най-висшата съдебни институция е Върховният съд. В допълнение има военни и областни съдилища (78 на брой), както и местни съдилища, разчитащи на старейшини (аксакали) извън формалните законови рамки. Конституционният съд е разпуснат през 2010 година.

### Административно деление
Киргизстан се дели на 7 области (Баткенска, Чуйска, Джалалабадска, Наринска, Ошка, Таласка и Исъккулска област) и 2 града на републиканско подчинение (шаари) – Бишкек и Ош. Областите се делят на общо 40 района, а районите се делят на общини. Всяка община има до 20 малки селища, градове или села.
|  | 1. Таласка област 2. град Бишкек 3. Чуйска област 4. Исъккулска област 5. Джалалабадска област 6. Наринска област 7. Баткенска област 8. град Ош 9. Ошка област |

### Външна политика и сигурност
Киргизстан поддържа много близки отношения с Общността на независимите държави, но отношенията с някои от членките са обтегнати, особено с Узбекистан. След 2000 г. Узбекистан използва енергийните си ресурси за да оказва влияние върху киргизката политика. Узбекското правителство е минирало границата между двете страни без съгласието на Киргизстан. Затруднения за Киргизстан създава и многобройното узбекско малцинство в югозападната част на страната. От друга страна, отношенията с Казахстан са силно положителни. Между 2002 и 2007 г. казахските инвестиции в Киргизстан възлизат на над 400 милиона щ.д. и над 500 от близо 2000 предприятия в страната са казахска собственост. Бишкек и Алмати също подкрепят създаването на Централноазиатски съюз. Киргизстан е първата бивша съветска република, която се присъединява към Световната търговска организация.
В опит да подобри геополитическата си сигурност, страната се присъединява към системата за колективна сигурност на ОНД, а през 2005 г. – към Шанхайската организация за сътрудничество (ШОС). През 2002 г. президентът Акаев подкрепя коалиционните усилия в Афганистан и предоставя летище Манас край Бишкек на разположение на въоръжените сили на САЩ. Установената въздушна база се превръща в проблем за отношенията с Русия и Китай. Киргизкото правителство съумява да запази стратегическия баланс – през 2005 г. е постигнато споразумение за превъоръжаване с Русия, а през 2006 г. правителството на Бакиев успява да договори многократно увеличение на наема, който САЩ плащат за базата Манас. След предоговарянето САЩ плащат 150 милиона щатски долара годишен наем. Русия също поддържа военен контингент във военната база Кант.
Киргизките въоръжени сили се състоят от 10 900 души редовен състав и 9500 души полувоенни формирования. В състава на сухопътните войски се включват историческата 8-а гвардейска стрелкова дивизия „Панфилов“ с щаб в град Токмок, 3-та Балъкчинска планинска стрелкова бригада, 24-та бригада специални сили „Илбирс“, 25-а бригада специални сили „Скорпион“, Ошка мотострелкова бригада, Ала-Букински бронетанков батальон, танков полк, три картечно-артилерийски батальона, инженерен батальон, зенитно-ракетна бригада, разузнавателен батальон и други части. В състава на военновъздушните сили действат смесен авиационен полк и вертолетна ескадрила. Противовъздушната отбрана се състои от осем дивизиона – два с ракети С-125, четири с ракети С-75, един дивизион зенитно-артилерийски комплекси С-60 и един със ЗУ-23-2. Военното оборудване включва до 150 танка Т-72, 340 бойни машини на пехотата (БМП-1 и БМП-2), 40 БТР-70 и БТР-80, и над 200 артилерийски системи – БМ-21 Град, 2С1 Гвоздика и други. Военновъздушните сили имат девет бойни вертолета Ми-24, 48 изтребителя МиГ-21 (малка част от тях годни за полет), и 31 транспортни вертолета и самолета. Наборната служба започва на 18 години. Правят се опити за преминаване към професионална армия, но ниските заплати са причина за чести дезертирания. На териториятата на Киргизстан има приблизително 1000 щатски и 300 руски войници. Границите се пазят от 5000 души гранична войска, но навлизането на терористи от Узбекистан и Таджикистан не е овладяно.

## Икономика
В съветската епоха Киргизстан има малка, но тясно специализирана роля в съветската икономика. Според статистиките от 1990 г. републиката осигурява под 1% от националната продукция на зеленчуци, месо и растителни масла, и 3% от захарната продукция. В промишлено отношение Киргизката ССР осигурява 1 – 2% от памучните, копринени, ленени и вълнени тъкани, и по-малко от 1% от общото съветско производство на машинни и автомобилни части и стомана. Приблизително сходни по обем са производството на радиоелектронни части и уреди и торпеда за отбранителната система на СССР. Най-значимите износни продукти на Киргизката ССР са минералите – републиката осигурява почти всички запаси от антимон на Съюза, трета е по производство на злато, добива и големи количества живак, олово и цинк. След разпада на СССР Киргизстан провежда по-ускорени реформи от останалите бивши републики в региона, но и има по-малък икономически растеж. Усилията през 1990-те години са насочени към преструктуриране на икономиката и усвояване на тези производства, които Киргизстан дотогава само е снабдявал със суровини. През 1993 г. страната е ударена от хиперинфлация, възлизаща на 700%, но правителството успява да я овладее и я поддържа ниска. Десет години по-късно инфлацията възлиза на 3,2%, през 2005 е 5,2%. До 2008 г. Киргизстан поддържа висок растеж на брутния вътрешен продукт от около 8%, но Световната финансова криза го намалява до 2,9% през 2009 г. Революцията на лалетата през 2010 г. довежда до вътрешна нестабилност, етнически сблъсъци и нанася щети на инфраструктурата. Същата година БВП се свива с 0,5% и фискалният дефицит нараства до 11% от БВП. На следващата година растежът отново достига 5,2%, но бюджетният дефицит продължава да е висок. БВП (ППС) на глава от населението е 2400 щ.д., на 185-о място в света. Безработицата през 2011 г. възлиза на 8,6%, а над 33% от населението живее под линията на бедността. Националната валута се нарича сом.

### Селско стопанство
Развитието на селското стопанство е приоритет от независимостта насам. Киргизстан има плодородни земи във Ферганската долина и по поречията на по-големите си реки, и общо 1,4 милиона хектара обработваеми площи. В съветската епоха само 4% от тях са били в частни ръце. До 1996 г. нарастването на частните площи е незначително – 6%, и по-голямата част от земите продължават да са в държавни кооперативни стопанства. В същото време се осъществява плавен процес на приватизация, който е внимателно следен от правителството. Според закона за приватизацията от 1990-те години, само селско население има право да придобива държавни земи. Въпреки това в този период обемът на селскостопанската продукция пада заради ниско заплащане, бавни реформи и нарастващи задължения. Употребата на пестициди през 1995 е два пъти по-ниска, отколкото в развитите западни страни.
Селското стопанство навлиза в подем след 2000 г. и достига нивата от 1991. Стопаните пренасочват усилията си към производство на зърнени култури. Основно се произвеждат млечни продукти, фуражи, картофи, зеленчуци и захарно цвекло. Общо 48% работната ръка е заета в селското стопанство, и 20,2% от БВП се генерира от този сектор.

### Промишленост и добив
След 1991 г. промишлеността преживява дълбока криза, от която така и не се възстановява. Потокът на суровини и горива от СССР спира, изчезват и пазарите за киргизките производства. Между 1990 и 1994 обемът на промишлената продукция спада с 58%. През 1991 г. промишлеността генерира 45% от БВП; до 2005 г. цифрата спада до 14%. Към средата на 1990-те сред малкото оцелели индустрии са хранително-вкусовата, текстилната, машиностроителната и електронната, има и малък металургичен сектор. След 2000 г. най-силни остават хранителната и текстилната, впоследствие задминати от производството на стъкло и от строителството.
Енергийният сектор е един от основните източници на приходи – Киргизстан изнася електроенергия от водноелектрическите си централи към Узбекистан и Казахстан в замяна на полезни изкопаеми, но споразуменията с Узбекистан са неизгодни. Близо 30% от електроенергията в страната се произвежда от ВЕЦ. Киргизстан има голям водноенергиен потенциал, но оползотворява само 10% от него. Например само река Нарин има водноелектрически капацитет от 2200 MW. В страната има и няколко неразработени находища на петрол. Геологически проучвания от съветско време сочат, че Киргизстан има запаси от въглища, възлизащи на 27 милиарда тона, от които три милиарда са с най-високо качество. В южните части на страната има и четири петролни, четири газови и четири смесени полета.
Добивът е от огромна важност за икономиката. Около 43% от стойността на киргизкия износ се дължи на златото. Рудникът Кумтор извлича злато от едно от най-големите находища в света на стойност от 5,5 милиарда щатски долара. Той е управляван от канадската компания Cameco от 1992 г. насам (от дъщерната ѝ Centerra Gold след 2009), но тази приватизация предизвиква множество обществени спорове. През 1990-те правителството на Акаев създава държавната компания „Киргизалтън“, чиято цел е да ограничи безконтролното изнасяне на златните, антимонови и живачни ресурси от страната. Киргизстан има и приблизително пет милиарда тона желязна руда със съдържание на желязо от около 30%.

### Инфраструктура
Транспортната инфраструктура се състои от 34 хил. km пътища и 470 km железопътни линии. До 2000 г. инфраструктурата е в лошо състояние, но в последвалите години се подобрява значително благодарение на чужди инвестиции. Двете основни летища се намират в Бишкек (Манас) и Ош. Строят се пътища до Аксу в Синдзян, Китай, и до Казахстан. Планира се изграждането на път от казахска територия до Исък Кул, който да улесни достъпа на казахските туристи до езерото. Телекомуникационната мрежа също се развива с помощта на чужди капитали.
Киргизстан изгражда национална цифрова телекомуникационна мрежа със заем от Европейската банка за възстановяване и развитие. Броят на стационарните телефонни линии продължава да е нисък; за сметка на това покритието на мобилната мрежа е 115 телефона на 100 души. Броят на интернет потребителите към 2010 година е 2 194 000 души, или 39,8% от населението.

## Население
Населението на Киргизстан е 5 663 133 души за 2013 г. според оценки на Статистическия комитет на Киргизстан. Между 1959 и 1999 г. броят жителите на страната нараства от 2 066 000 до 4 850 000 – над два пъти.
Ядрото на населението в страната е съставено от киргизи, които наброяват 4 099 000 души, или около 70% от населението на страната. Киргизите живеят на цялата територия на Киргизстан и преобладават в голяма част от селските райони. Руснаците наброяват 352 960 души, или около 5,6% от населението. Узбеките, които са над 816 000 души, са концентрирани основно в Ошка област. Други етнически групи, имащи значителна численост, са дунгани (почти 63 000), уйгури (51 000), таджики (49 000) и турци (40 000). Сред напускащите страната след 1991 г. са руснаците, представителите на други славянски народи, а също и немците и евреите. Мнозинството говорят киргизки език, който използва кирилицата. Той е „държавен език“, докато руският е официален и се ползва в администрацията, търговията и висшето образование. В страната живее и малка група българи, чийто брой се изчислява между 639 и 1000 души, като голяма част от тях са в смесени бракове, предимно с други представители на т.нар. рускоезично население
Голяма част от населението е съсредоточено в долините – Чуйска на границата с Казахстан, Ферганска на границата с Узбекистан, в долините на реките Нарин и Талас, а също и в Исъккулската котловина. Над 60% от населението е селско. Средната възраст е 25,4 години за 2013 г. – 24,5 години за мъжете и 26,4 години за жените. Естественият прираст е 0,97% годишно (2013 г.), но процентът емигриращи е един от най-високите в света – над 7 на 1000 души население напускат страната годишно.
Киргизстан е светска държава, в която около 75% от населението изповядва ислям, а около 20% изповядват християнство. Киргизите изповядват разновидност на исляма, която заимства от езически обреди и вярвания и номадския начин на живот. Ислямът в южните части, разпространен сред узбеките, е по-близък до този в централна Азия. Славяните изповядват руско православие. Религиозни секти като Свидетели на Йехова, адвентистите и бахайството са включени в черен списък.
Нивото на грамотност в Киргизстан е високо – през 2004 г. грамотно е 98,7% от населението. Образованието е задължително между седем и петнайсетгодишна възраст, включвайки четири години начално и пет години средно образование. След тях е възможно преминаването на два горни класа гимназиално образование, средно специално или техническо образование. В началните и средните училища се преподава на киргизки, но езикът във висшите учебни заведения е руски. Най-големите университети са Киргизки национален университет, Киргизки технически университет и Киргизко-руски славянски университет. През 2010 година за образование са отделени 5,8% от БВП.
Киргизстан наследява слаборазвита система на здравеопазване от СССР. В годините след независимостта тя навлиза в период на упадък и продължава да изпитва изострящ се недостиг на лекари и консумативи. Киргизстан внася почти всички необходими лекарства и системата е неадекватна спрямо населението – на 1000 души население се падат едва 2,3 лекари и 5,06 болнични легла. През 1997 г. е въведено задължително здравно осигуряване. Заради липсата на лекарства в края на 1990-те и след 2000 г. случаите на заразни болести се увеличават. Заразените със СПИН официално са 830 души, но броят им е вероятно 10 пъти по-голям. Броят на заразените е най-голям сред затворници и наркомани. Почти половината от случаите са регистрирани в Ош, през който минават канали за наркотици. Продължителността на живота е средно 69,75 години.

## Култура
Киргизстан има разнородни традиции. Киргизите имат силно запазено чувство за културното си наследство, а смесените бракове са най-малко в сравнение с останалите съветски републики. Дори при смесените бракове е по-вероятно партньорът от некиргизки етнос да приеме киргизкия език и култура. Тъй като живеят в изолирани планински групи, киргизите са консервативен народ и силно ценят рода и семейството. Те почитат историята и възприемат себе си като част от нейния поток. Често срещана семейна практика е да могат да се назоват всички членове на семейството от предходните седем поколения. Клановите старейшини познават генеалогията отлично, поради което е трудно човек да излъже за своя произход. Тъй като принадлежността към клановете продължава да е изключително важна за социалното положение, някои киргизи все пак се опитват да изкарат своя произход по-благороден, отколкото е всъщност.

### Език
Киргизкият език е държавният език на Киргизстан. Наред с него руският е официален език. Киргизстан е една от петте бивши съветски републики, които имат руския като „de jure“ официален език заедно с Русия, Беларус, Казахстан и Таджикистан. След разделянето на Съветския съюз на отделни държави киргизкият е приет като „държавен език“ на Киргизстан през 1991 г., а руският като „официален език“ през 1997 г. Езиците имат различен правен статут.
Киргизкият език се говори от около 2 милиона души в страната. В околните държави се говори от още 150 хил. души, разпределени в Китай, Синдзян-уйгурски автономен регион и по-малки, но значителни общности в Западна Монголия, Казахстан, Таджикистан и Узбекистан. Двата основни диалекта са северен и южен. Книжовната норма е основана на северния, който е повлиян от казахския език и се характеризира с наличието на много монголски думи. Южният диалект е повлиян повече от узбекския, таджикския и персийския език.

### Крила и кланове
Традиционното киргизко общество е структурирано в три крила от кланове – ляво (онг), дясно (сол) и неутрално (ичкилик). Идентичността на киргиза се определя от клана и крилото, към което принадлежи. Онг включва седем клана на север и запад. Всеки от тях има свои отличителни черти и в исторически план те са се борили помежду си за влияние.
Първите управници на съветски Киргизстан произхождат от воинския клан Бугуу. Водачите на Бугуу загиват по време на сталинските чистки, и позициите на клана са заети от Саръбагъш, към който принадлежат повечето киргизки политици до днес (включително Аскар Акаев). Сол включва само Адъгине, които живеят на юг и имат запазено древно културно наследство. Ичкилик е разнородно крило от кланове, някои от които не са киргизки.

### Изкуства
Занаятите и изкуствата на киргизите са силно повлияни от номадската им история и планинския характер на страната. В продължение на хиляда години те се придвижват от пасище на пасище и не развиват силни монументални, архитектурни и изобразителни традиции. Изобразителните изкуства са съсредоточени върху изработката на украшения и детайли за юрти, оръжия и дрехи. За киргизите юртата е в центъра на бита – тя е техен дом, място за хранене, спане, работа и игра. Дори тези, които живеят в жилища от западен тип, опъват юрти при сватби и празници. Киргизката юрта е с кръгла форма и се прави от дървен скелет и кожени платна. В средата на покрива ѝ („тюндюк“, түндүк) има отвор, през който влиза слънчевата светлина. Дървеният скелет (кереге) се боядисва в червено, подът ѝ е постлан с вълнени черги, а по стените се закачат кожени торби с различно предназначение. Киргизките черги се правят от филц в две основни разновидности. Първата се нарича ала-кииз и се прави чрез наслагване на няколко разноцветни слоя филц. Вторият тип се нарича ширдак – мозайка от преплетени орнаментирани късове филц.
След Революцията от 1917 г. властите изпращат много академици и артисти в новата автономна територия. Наблюдава се и обратният процес – киргизки творци получават възможност да учат в академиите в Москва и Ленинград. Изучаването на руските изкуства обогатява палитрата и тематиката на киргизките изобразителни творби. Под патронажа на родения в Киргизия творец Семьон Чуйков е основана Лига на киргизките художници през 1934 г. На следващата година отваря врати Киргизката държавна картинна галерия и над 200 творби от местни художници са представени на републиканска изложба. Малко след това обаче започват чистките на Йосиф Сталин, който разпорежда национализмът в крайните райони на СССР да бъде заглушен. Местното правителство затваря и екзекутира хиляди киргизки творци, учени и писатели – почти цялата новосъздадена интелигенция на страната е унищожена по време на чистките. Оцелелите интелектуалци са принудени да се пригодят към социалистическия реализъм. С изключение на краткото „размразяване“ по времето на Никита Хрушчов, художниците в страната рисуват предимно творби, изобразяващи живота на пролетариата. Рисуването на пейзажи се превръща в начин за бягство от политическата рамка. През периода на съветско управление това е единственият „безопасен“ жанр, и днес огромен брой впечатляващи пейзажни творби се пазят в Държавния музей за изящни изкуства.

### Устно творчество и музика
Символична за страната е епическата поема Епопея на Манас, която в няколко хиляди строфи разказва историята на едноименния герой, преборил нашественици от изток. Много места и обекти в Киргизстан носят неговото име, а през 1995 г. в цялата страна се празнуват 1000 години от неговите подвизи. Творците, специализирали се в пеенето и рецитирането на поемата, се наричат манасчи. През съветската епоха Манас е възприеман и като герой на работническата класа. Устната традиция на Киргизстан включва епоси и за други герои, и се изпълнява в песенна форма.
Освен манасчите има и два други вида музиканти – айтиши, които композират и изпълняват песни за критика, съвет или възхвала на другите, и бакши. В предислямската епоха бакшите, освен изпълнители на епоси, са били и шамани-лечители, но от пристигането на исляма до днес тяхната роля е само съсредоточена върху легендите. Традиционните инструменти на Киргизстан са комуз (струнен), къл кияк (лъков) и темир комуз (устен струнен). През съветската епоха се създават държавни фолклорни ансамбли, като в същото време навлиза симфоничната и европейската музика изобщо.

### Кухня
Животът на киргизите се развива около стадата – овце, коне и якове. От тях киргизите набавят много от хранителните си продукти и суровини. Поради тази причина киргизката кухня включва изцяло овче месо и юфка, а зеленчуците и плодовете почти отсъстват. Традиционните ястия са бешбармак – яхния от цяла овца, и печено агне. Яде се и конско месо, понякога под формата на колбаси.
Традиционни напитки са ферментиралото кобилско мляко кумъс (или кумис) и бирата. Сред номадите е особено популярен сут (сладко мляко), а айрянът, черният и зеленият чай са популярни както сред номадското, така и сред градското население.

### Спорт
Конете са в основата и на някои от националните спортове. Улак тартъш е спорт, на който два отбора на коне се опитват да изхвърлят труп на коза зад противниковата линия в рамките на 15 минути. Ахт чабъш са конски маратони, по време на които ездачите се състезават на разстояния от 4 до 50 km. Съветското управление внася в киргизкия живот европейски спортове като гимнастиката, футбола и ските, които са популярни и днес. Разпространено развлечение е беркутчийството, или лов със скален орел (беркут).
Първият медал на Олимпийски игри за Киргизстан идва през 2000 г. с бронз по джудо, а най-доброто представяне е от игрите през 2008 г. в Пекин, когато киргизките атлети печелят сребърен и бронзов медал по класическа борба.